# كفر متبول
قرية كفر متبول هي إحدى القرى التابعة لمركز كفر الشيخ في محافظة كفر الشيخ في جمهورية مصر العربية. حسب إحصاءات سنة 2006، بلغ إجمالي السكان في كفر متبول 5958 نسمة، منهم 2958 رجل و3000 امرأة.